# Symplecta yasumatsui
Symplecta yasumatsui là một loài ruồi trong họ Limoniidae. Chúng phân bố ở miền Cổ bắc.